# Парламентарни избори у Аустрији 1970.
Аустрисјки парламентарни избори 1970. су се одржали 1. марта 1970. То су били дванаести парламентарни избори у историји Аустрије. По први пут најјача партија по броју гласова и мандата постаје Социјалдемократска партија Аустрије (SPÖ) коју је предводио Бруно Крајски.  Јозефа Клауса је изборе завршила на другом месту. Трећа странка и задња која је изборила посланичка места је била  коју је предводио бивши официр СС-а Фридрих Петер.

## Изборни резултати
Резултати парламентарних избора у Аустрији 1970.
| Политичка партија                                                       | гласова   | гласова  | %    | %    | број посланика | број посланика |
| Политичка партија                                                       | 1970      | ±        | 1970 | ±    | 1970           | ±              |
| ----------------------------------------------------------------------- | --------- | -------- | ---- | ---- | -------------- | -------------- |
| Социјалдемократска партија Аустрије ()                                  | 2.221.981 | +261.296 | 48,4 | +5,8 | 81             | +7             |
| Аустријска народна странка ()                                           | 2.051.012 | -140.097 | 44,7 | -3,3 | 78             | -7             |
| Слободарска партија Аустрије ()                                         | 253.425   | +10.855  | 5,5  | +0,1 | 6              | 0              |
| Остале партије                                                          | 62.543    | -        | 1,4  | -    | 0              | 0              |
| Укупно                                                                  | 4.588.961 |          | 100  |      | 165            |                |
| Извори: Резултати парламентарних избора у Аустрији 1945-2002, Аустрија, |           |          |      |      |                |                |

- Од 5.045.841 регистрованих гласача на изборе је изашло 91,78%

## Последице избора
После дуготрајних преговора са ÖVP, SPÖ је уз помоћ Слободарске партије формирао мањиску владу. Сматра се да је Крајски од почетка то хтео и да је са ÖVP-ом преговарао само повремено. Бруно Крајски је постао савезни канцелар и на тој позицији ће бити до 1983. На месту председника ÖVP-а Херман Витхалм је заменио Јозефа Клауса.